# Еліо Ойтісіка
Еліо Ойтісіка (порт. Hélio Oiticica, 26 липня 1937 Ріо-де-Жанейро, Бразилія — 22 березня 1980 Ріо-де-Жанейро, Бразилія) — бразильський художник — абстракціоніст, представник неоконкретного мистецтва і бразильського культурного руху тропікалія.

## Життя і творчість
Ранні полотна Е. Ойтісікі, що відносяться до середини 1950-х років, вказують на значний вплив на них європейського авангардного мистецтва, зокрема таких рухів, як «Конкретне мистецтво» і «Стиль». Художник стає членом групи «Grupo Frente», створеної його вчителем Іваном Серпою. Ці твори відтворюють яскравими фарбами геометричні мотиви, близькі до робіт Пітера Мондріана, Пауля Клее і Казимира Малевича. Творчість Е. Ойтісікі швидко розвивається, йдучи по шляху використання все більш теплих фарб і більш субтильні палітри з помаранчевого, жовтого, червоного і коричневого кольорів. У 1959 році він вступає в «Неоконкретну групу» (Grupo Neoconcreto), де також брали участь такі художники, як Амількар де Кастро, Ліжія Кларк, Ліжія Папе, Франц Вайсман і поет Феррейра Гуллар. Група проіснувала до 1961 року.
У 1960-і роки Е. Ойтісіка створює серію невеликих скульптур-ящиків під назвою «боліди» (Bólides), в яких він інсталює полички і двері. У 1970-ті він стає автором ряду інсталяцій під назвою penetráveis. Всі ці роботи він створює під впливом і в рамках руху тропікалія(Tropicalismo), що охопив культурне життя Бразилії, починаючи з другої половини 1960-х років. Е. Ойтісіка випускає також ряд рухливих скульптур під назвою Parangolés, експериментує з ними, виготовляючи для них одяг з тканини і пластика. Перші Parangolés художник створює спільно з танцюристами з школи самби «Мангейра». За своїми політичними поглядами художник належав до анархістського руху.
У 1970-ті роки художник завойовує популярність у своїй країні; він підтримує дружні зв'язки і веде постійне листування з багатьма діячами культури, артистами і письменниками Бразилії: Арольдо де Кампосом, Аугусто де Кампосом, Валі Саломайо, Сільвіан Сантьяго і ін. У 1965 році він бере участь у Лондоні у виставці «Soundings two», разом з такими майстрами, як Й. Альберс, К. Бранкузі, М. Дюшан. У 1969 році в Лондоні проходить його персональна виставка під назвою «Whitechapel experience» (за назвою галереї, в якій вона була організована). У тому ж році він запрошується як художник для викладання в Брайтон, в Сассекському університеті. У 1970 художник бере участь у виставці «Information», що відбулася в Нью-Йоркському музеї сучасного мистецтва. Провівши деякий час в Нью-Йорку і в Лондоні, Е. Ойтісіка повертається в рідне місто. Після страждань відгіпертонії, він вмирає у 1980 році від інсульту.

## Особисте життя
Еліо Ойтісіка був відкритим геєм..

## Доля спадщини
У 2007 році в лондонській галереї Тейт Модерн і в MoMA відкрилися великі експозиції робіт Е. Ойтісікі.
19 жовтня 2009 року, в результаті пожежі, що виникла в Ріо-де-Жанейро, в будинку Цезаря Ойтісікі, брата і збирача творчої спадщини художника, загинуло близько 90 % зібраної там колекції. Загинули значна кількість картин, більшість «Parangolés» і «Bólides», в тому числі виставлялися в 2007 році в лондонській «Тейт», і значна кількість документів і книг з архіву художника. Пожежники не могли впоратися з вогнем понад три години. Реставрацію пошкоджених, але уцілілих творів взяло на себе міністерство культури Бразилії.

## Галерея
- Виставка робіт Е. Ойтісіки в галереї Тейт
- Helio Oiticica, The Body of Color — Вибрані праці Е. Ойтісіки.